# Gerhard Kapl
Gerhard Kapl (1946. november 11. – 2011. július 25.) osztrák nemzetközi labdarúgó-játékvezető. Polgári foglalkozása ügyvéd.

## Pályafutása

### Nemzeti játékvezetés
Pályafutása során hazája legfelső szintű labdarúgó-bajnokságának játékvezetője lett. Első ligás mérkőzéseinek száma: 200.

### Nemzetközi játékvezetés
Az Osztrák labdarúgó-szövetség Játékvezető Bizottsága (JB) terjesztette fel nemzetközi játékvezetőnek, a Nemzetközi Labdarúgó-szövetség (FIFA) 1989-től tartotta nyilván bírói keretében. Több nemzetek közötti válogatott és klubmérkőzést vezetett.  Az osztrák nemzetközi játékvezetők rangsorában, a világbajnokság-Európa-bajnokság sorrendjében többedmagával a 18. helyet foglalja el 3 találkozó szolgálatával. Az aktív nemzetközi játékvezetéstől 1994-ben búcsúzott. Nemzetközi mérkőzéseinek száma: 37.

#### Világbajnokság
A világbajnoki döntőhöz vezető úton Egyesült Államokba a XV., az 1994-es labdarúgó-világbajnokságra a FIFA JB bíróként alkalmazta.
| Időpont            | Helyszín                    | Mérkőzés típusa           | Mérkőzés         | Eredmény | Nézők száma |
| ------------------ | --------------------------- | ------------------------- | ---------------- | -------- | ----------- |
| 1992. november 11. | Qemal Stafa Stadion, Tirana | előselejtező (3. csoport) | Albánia–Litvánia | 1 : 1    | 3 500       |

#### Európa-bajnokság
Az európai-labdarúgó torna döntőjéhez vezető úton Svédországba a IX., az 1992-es labdarúgó-Európa-bajnokságra az UEFA JB játékvezetőként foglalkoztatta. 
| Időpont           | Helyszín                      | Mérkőzés típusa           | Mérkőzés               | Eredmény | Nézők száma |
| ----------------- | ----------------------------- | ------------------------- | ---------------------- | -------- | ----------- |
| 1991. március 3.  | Tsirio Stadion, Limassol      | előselejtező (3. csoport) | Ciprus–Magyarország    | 0 : 2    | 3 000       |
| 1991. október 30. | Spyridon Louis Stadion, Athén | előselejtező (6. csoport) | Görögország–Finnország | 2 : 0    | 7 111       |

## Sportvezetőként
2003-tól az osztrák JB elnöke, 2004-től az osztrák Labdarúgó-szövetség Fegyelmi Bizottságának elnöke, 2006-tól 2010-ig az UEFA JB Fegyelmi Bizottságának elnöke, a Technikai Bizottság (stadionbiztonság) tagja.